# Mount Deleon
Mount Deleon ist ein 780 m und größtenteils eisfreier Berg an der Shackleton-Küste der antarktischen Ross Dependency. Er ragt an der Südflanke des Entrikin-Gletschers etwa 14 km westnordwestlich des Kap Douglas auf.
Das Advisory Committee on Antarctic Names benannte ihn 1966 nach Emilio A. Deleon (* 1933), Verantwortlicher für Transportausrüstung bei der United States Navy und Mitglied der Besetzungsmannschaft auf der Byrd-Station im Jahr 1963.